# Naczelna Dyrekcja Archiwów Państwowych
Naczelna Dyrekcja Archiwów Państwowych (NDAP) – centralny urząd administracji rządowej obsługujący Naczelnego Dyrektora Archiwów Państwowych – organ sprawujący nadzór nad narodowym zasobem archiwalnym i archiwami państwowymi w Polsce, podlegający Ministerstwu Kultury i Dziedzictwa Narodowego. Funkcjonuje na podstawie statutu, regulaminu organizacyjnego oraz ustawy o narodowym zasobie archiwalnym i archiwach, natomiast jej strukturę i działalność określa statut oraz regulamin organizacyjny. 

## Struktura
W skład NDAP wchodzą następujące komórki organizacyjne:
- Departament Archiwistyki
- Departament Informatyzacji Archiwów
- Departament Kształtowania Narodowego Zasobu Archiwalnego
- Departament Organizacji Archiwów
- Departament Popularyzacji Działalności Archiwalnej
- Departament Rozwoju Archiwów
- Biuro Dyrektora Generalnego

## Historia
NDAP powstała w 1951 na mocy dekretu Rady Ministrów o archiwach państwowych i zastąpiła Wydział Archiwów Państwowych działający w Ministerstwie Oświaty. Nowo powołany urząd podlegał bezpośrednio Prezesowi Rady Ministrów, a jego głównym zadaniem było kierowanie działalnością archiwów państwowych. Początkowo NDAP podlegały dwa archiwa centralne, 13 archiwów wojewódzkich i 54 archiwa powiatowe. Pierwszym Naczelnym Dyrektorem Archiwów Państwowych po wydaniu dekretu został prof. Rafał Gerber, który dotychczas pełnił tę funkcję w Wydziale Archiwów Państwowych. Od czasów powstania ważną funkcją urzędu było prowadzenie działalności wydawniczej, w tym publikacja czasopism naukowych takich jak Archeion (nadal wydawany przez NDAP) i Teki Archiwalne (wydawane przez NDAP o 1992) oraz prac z zakresu archiwistyki i historii. Istotną zmianę przyniosła ustawa z 14 lipca 1983 o narodowym zasobie archiwalnym i archiwach, która ustanowiła Naczelnego Dyrektora Archiwów Państwowych jako centralny organ administracji rządowej w sprawach państwowego zasobu archiwalnego. Do 1999 Naczelny Dyrektor Archiwów Państwowych podlegał ministrowi właściwemu do spraw szkolnictwa wyższego, kiedy to został podporządkowany Ministrowi Kultury i Dziedzictwa Narodowego. Przy NDAP rozpoczęły działanie organy opiniodawczo-doradcze, które po wejściu w życie ustawy o narodowym zasobie archiwalnym i archiwach stały się organami opiniodawczo-doradczymi Naczelnego Dyrektora Archiwów Państwowych:
- Rada Archiwalna (powstała w 1953)
- Centralna Komisja Brakowania Akt (powstała w 1952; późniejsze nazwy: Centralna Komisja Oceny Materiałów Archiwalnych, obecnie: Centralna Komisja Archiwalnej Oceny Dokumentacji)
- Centralna Komisja Metodyczna (powstała w 1958)
- Komisja Zakupów Archiwaliów (powstała w 1962, obecnie nie istnieje).

Od 1957 NDAP jest członkiem Międzynarodowej Rady Archiwów jako reprezentant polskich Archiwów Państwowych. Od 1996 zaangażowana jest w program UNESCO „Pamięć Świata”, a Naczelny Dyrektor jest przewodniczącym Polskiego Komitetu tego programu. Uczestniczy też w pracach europejskich gremiów archiwalnych European Board of National Archivists (EBNA) i European Archives Group (EAG).

## Działalność
NDAP jest urzędem obsługującym Naczelnego Dyrektora Archiwów Państwowych, stąd jej funkcje i zadania wynikają bezpośrednio z zakresu działania Naczelnego Dyrektora Archiwów Państwowych. Zalicza się do nich:
- koordynowanie działalności archiwalnej na terenie Polski
- obsługa Rady Archiwalnej, Centralnej Komisji Metodycznej i Centralnej Komisji Archiwalnej Oceny Dokumentacji
- nadzór nad gromadzeniem, ewidencjonowanie, przechowywaniem, opracowaniem, udostępnieniem materiałów archiwalnych oraz brakowanie dokumentacji niearchiwalnej
- opracowywanie zarządzeń Naczelnego Dyrektora Archiwów Państwowych, wytycznych metodycznych i katalogów dobrych praktyk dla archiwów państwowych
- prowadzenie działalności wydawniczej w zakresie archiwistyki i dziedzin pokrewnych
- nadzór nad działalnością naukową i wydawniczą prowadzoną w archiwach państwowych
- prowadzenie współpracy międzynarodowej w zakresie spraw archiwalnych
- organizacja współpracy z uczelniami, instytutami naukowymi, fundacjami i stowarzyszeniami oraz z archiwami polonijnymi
- popularyzacja wiedzy o materiałach archiwalnych i archiwach oraz prowadzenie działalności informacyjnej
- organizacja konferencji, szkoleń i seminariów w zakresie archiwistyki
- koordynowanie zadań w dziedzinie informatyzacji (w tym projektowanie i rozwijanie systemów teleinformatycznych) oraz zarządzanie informacją w archiwach państwowych

## Naczelni Dyrektorzy Archiwów Państwowych[5]
- prof. Rafał Gerber (1951–1952)
- dr Henryk Altman (1952–1965)
- dr Leon Chajn (1965–1976)
- prof. Tadeusz Walichnowski (1976–1981)
- prof. Marian Wojciechowski (1981–1992)
- prof. Jerzy Skowronek (1992–1996)
- dr hab. Daria Nałęcz (1996–2006)
- dr Sławomir Radoń (2006–2011)
- dr Andrzej Biernat (2011, p.o. )
- dr hab. Władysław Stępniak (2011–2016)
- dr Andrzej Biernat (2016, p.o.)
- dr Wojciech Woźniak (2016–2018)
- Ryszard Wojtkowski (2018–2019, p.o.)
- dr Paweł Pietrzyk (od 2019)

## Kierownictwo
- Paweł Pietrzyk – Naczelny Dyrektor Archiwów Państwowych od 31 stycznia 2019[6]
- Ryszard Wojtkowski – zastępca Naczelnego Dyrektora Archiwów Państwowych od 1 maja 2012 (p.o. Naczelnego Dyrektora Archiwów Państwowych od 15 listopada 2018 do 31 stycznia 2019[7][8])
- Lucyna Harc – zastępca Naczelnego Dyrektora Archiwów Państwowych od 17 lutego 2020[9]
- Marta Muszyńska – Dyrektor Generalny NDAP od 12 lutego 2019[10]